# 胡差暴動

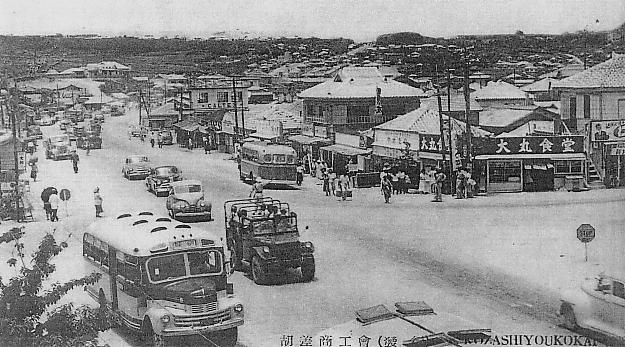
1955年時的胡差市

胡差暴動（日语：／ Koza bōdō */?），或譯古座暴動，是美國統治琉球時期的一起大規模軍民衝突，爆發於胡差市（今日本沖繩縣沖繩市），從1970年12月20日凌晨持續到翌日早上，原因是沖繩人對於25年的外國軍政所產生的民怨:p176，在一起作為導火線的交通事故發生後，共約5千位市民和美國駐軍的700名憲兵捲入了騷亂之中，最終導致約60名美國人受傷、27名沖繩民眾受傷、80輛汽車被焚，嘉手納空軍基地內多處建築被毀或嚴重受損。

## 背景
當第二次世界大戰結束、日本投降後，盟軍對日本列島展開了為期七年的佔領。儘管日本在1952年4月恢復了獨立主權國地位，也使得日本本土的佔領結束，但琉球群島仍繼續被美國軍政所治理了20年。至1970年，美國決定於1972年終止對琉球的統治，並且透過沖繩返還協定將其主權移交給日本，然而美軍依然持續在當地駐留規模可觀的部隊。另一方面，這些駐軍在當地引起的犯罪事件或相關意外仍時有發生。例如胡差暴動不久前，在1970年9月的「糸滿死亡車禍」（糸満轢殺事件）中，一位美軍駕車在糸滿圓環附近撞死一位54歲婦女，並且事後逃逸，之後卻在美軍法庭上獲得無罪判決。這類肇事美兵受駐軍地位協定影響、而得以像一般美國長期駐外軍人一樣不為當地法令約束的情形，使得沖繩民間的不滿情緒日益高漲:p163。

## 暴動經過
胡差事件持續的時間共達7至8個小時，衝突從凌晨延燒到早上。雖然其發生並非出於預謀、刻意計畫或煽動，但當下的緊繃情勢仍然引起騷亂。約在12月20日當天的凌晨1時，一群隸屬於桑江營（Camp Kuwae）陸軍醫院的美軍士兵酒後駕車，在胡屋十字路以南200公尺處撞上一名家住具志川市（今宇流麻市）、正要橫越軍道24號線（今國道330號線）的男子。這處地點靠近胡差市內的紅燈區，距離嘉手納空軍基地也不遠。美軍士兵們立刻下車察看，而這名受到輕傷的男子在不久後就能夠起身離開了。但當士兵們正要回車上時，一群目睹事發經過的計程車司機團團圍住他們，而民眾也開始朝現場聚集，人群當中開始傳出「又要無罪開釋了嗎」、「美國佬滾回家」、「別欺侮我們沖繩人了」的罵聲:p158。

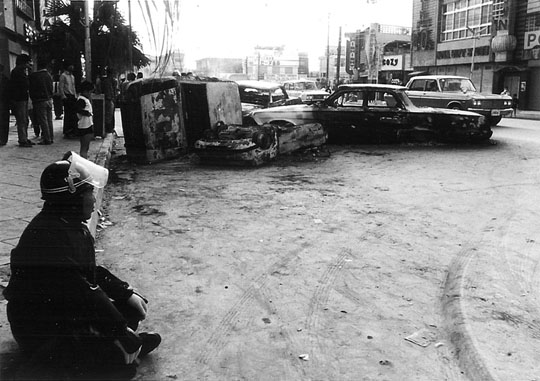
一名琉球警員坐在暴動結束後的街頭

美軍的憲兵在車禍後，派了兩輛軍車鳴著警笛奔馳現場。當憲兵準備替四名肇事的同僚解圍時，市民們要求稍早被撞的男子躺回路上、讓他重演車禍經過。許多事後報告書強調這些後到的美軍憲兵只顧著自己人，完全無視被害男子。接著，另一輛到達該處的美軍軍車又不慎撞上一名身處現場的沖繩市民，在場示威人潮也已增加到700名，他們開始朝美軍丟擲石塊和瓶罐、並試圖掀翻那輛撞到人的車。儘管當地警方之後成功將肇事美兵送離現場，騷亂還是進一步升級成大規模暴動。
之後，雖然事發現場響起了鳴槍警告聲，但卻適得其反地引來了更多市民，數量很快就達到5千人之眾，而到場馳援的美軍憲兵也已增至700人。沖繩民眾搗爛、推翻了70輛以上的汽車，甚至加以縱火，在空中飛舞的已經不只有石塊和空罐，周遭的住家、酒吧和餐廳也開始組裝燃燒瓶。美軍士兵被憤怒的市民拖下車痛毆，空車則被點火燒毀，有些群眾則直接在一片騷動之中跳起民族舞蹈。與此同時，另一批市民闖入空軍基地大門，見車就砸，打碎房屋的窗戶，基地內的美國人物品也被搗毀。接著，市民當中又有約500人在嘉手納基地內攻擊美軍職員辦公室、美軍軍報《星條旗》分社和3間美僑小學，美軍憲兵則動用催淚彈還擊。直到早晨7時以後，胡差的暴動才逐漸平息。事發之後包括60名美國人和27名沖繩人受傷，82人被拘捕。

## 相關文化
沖繩當地的電音雙人組合——地下琉球樂團在同名專輯中收錄了一首名為「胡差暴動」的曲子。